# La Furia del Yeti
La Furia del Yeti es una película de monstruos de 2011 de Syfy.

## Sinopsis
Dos grupos de cazadores de tesoros, cada uno de todos los ámbitos de la vida, son enviados al Ártico para obtener artículos que interesan a un millonario rico, Mills (David Hewlett), pero ambos grupos pronto se encuentran luchando por sus vidas contra el frío helado, los rusos y una manada de Yetis enloquecidos.

## Reparto
- David Chokachi como Jonas
- Yancy Butler como Villers
- Matthew Kevin Anderson como Jace
- Laura Haddock como Ashley
- Atanas Srebrev como Eidelman
- David Hewlett como Mills
- Jonas Armstrong como Bill
- James Patric Moran como Ted
- Rosalind Halstead como Lynda
- Emilia Klayn como Laura
- Jesse Steele como Walterson
- Mike Straub como Hedges
- Mark Dymond como Bud
- Kitodar Todorov como Maitre Di
- Hristo Balabanov como Tipo del Helicóptero 1
- Jordan Andonov como Tipo del Helicóptero 2
- Igmar Uribe como Guardia
- Velislav Pavlov como Piloto
- V.J. Benson como Copiloto

## Doblaje
| Personaje | Actor original         | Actor de doblaje · México | Actor de doblaje · España |
| --------- | ---------------------- | ------------------------- | ------------------------- |
| Jonas     | David Chokachi         | Luis Daniel Ramírez       | Roberto González          |
| Villers   | Yancy Butler           | Laura Torres              | Olga Cano                 |
| Jace      | Matthew Kevin Anderson | Irwin Daayan              | Cholo Moratalla           |
| Ashley    | Laura Haddock          | Circe Luna                | Inés Blázquez             |
| Mills     | David Hewlett          |                           | Gabriel Jiménez           |
| Bill      | Jonas Armstrong        | Igor Cruz                 | Roberto González          |
| Ted       | James Patrick Moran    | Eduardo Garza             | Juan José López Lespe     |
| Lynda     | Rosalind Halstead      |                           | Margot Lago               |
| Eidelman  | Atanas Srebrev         |                           | Iñaki Crespo              |
| Laura     | Emilia Klayn           | Adriana Casas             | Beatriz Berciano          |